# Langerwehe
Langerwehe – miejscowość i gmina w Niemczech, w kraju związkowym Nadrenia Północna-Westfalia, w rejencji Kolonia, w powiecie Düren. W 2010 r. liczyła 14 095 mieszkańców.